# Elezioni parlamentari in Tagikistan del 2010
Le elezioni parlamentari in Tagikistan del 2010 si sono tenute il 28 febbraio.

## Risultati
| Liste                                                  | Riepilogo nazionale | Riepilogo nazionale | Riepilogo nazionale | Seggi   | Seggi  |
| Liste                                                  | Voti                | %                   | Seggi               | Collegi | Totale |
| ------------------------------------------------------ | ------------------- | ------------------- | ------------------- | ------- | ------ |
| Partito Democratico Popolare del Tagikistan (PDPT)     | 2.321.436           | 71,04               | 16                  | 39      | 55     |
| Partito della Rinascita Islamica del Tagikistan (IRPT) | 268.596             | 8,22                | 2                   | -       | 2      |
| Partito Comunista del Tagikistan (CPT)                 | 229.080             | 7,01                | 2                   | -       | 2      |
| Partito Agrario del Tagikistan (APT)                   | 166.935             | 5,11                | 1                   | 1       | 2      |
| Partito della Riforma Economica (PERT)                 | 165.324             | 5,06                | 1                   | 1       | 2      |
| Partito Democratico del Tagikistan (DPT)               | 33.657              | 1,03                | -                   | -       | -      |
| Partito Socialdemocratico del Tagikistan (SDPT)        | 27.006              | 0,83                | -                   | -       | -      |
| Partito Socialista del Tagikistan (SPT)                | 18.029              | 0,55                | -                   | -       | -      |
| Contro tutti                                           | 37.597              | 1,15                |                     |         |        |
| Totale                                                 | 3.267.660           | 100                 | 22                  | 41      | 63     |
| Votanti                                                | Votanti             | 3.289.370           |                     |         |        |